# Brachythecium allisonii
Brachythecium allisonii là một loài rêu trong họ Brachytheciaceae. Loài này được Fife mô tả khoa học đầu tiên năm 1995.